# Anne Haug
Anne Haug (Bayreuth, 20 gennaio 1983) è una triatleta tedesca,campionessa mondiale Ironman 2019, campionessa nazionale di duathlon negli anni 2008 e 2009 e vice campionessa di triathlon nel 2009.

## Biografia

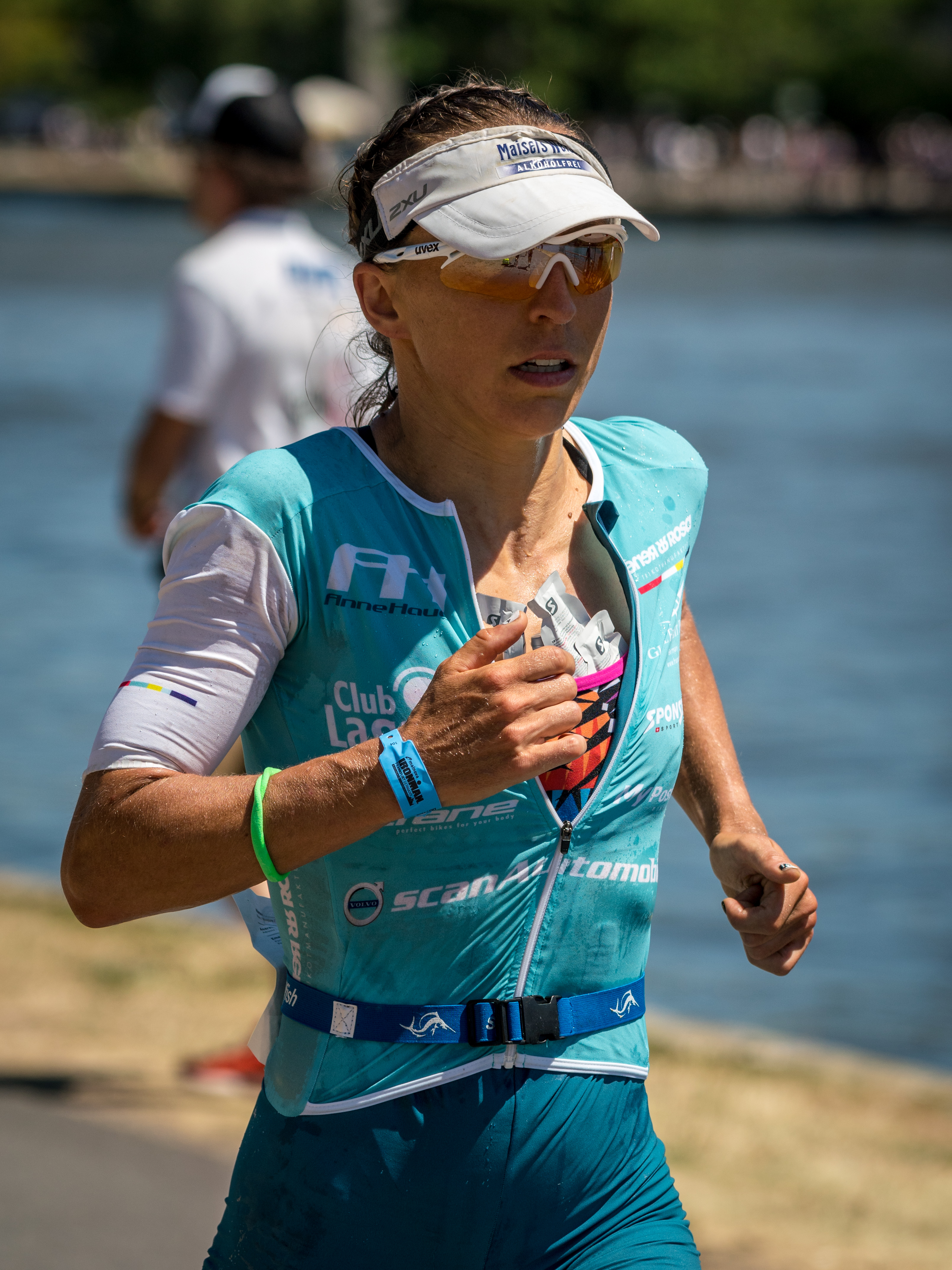
Anne Haug nel 2018

Anne Haug ha studiato sport all'Università Tecnologica di Monaco (TU München).
Nel 2012 ha partecipato ai Giochi della XXX Olimpiade di Londra e si è classificata all'11° posto. 
Nel 2019, Haug ha conquistato il suo primo titolo di Campione del Mondo Ironman, chiudendo con un tempo di 8:40:10, diventando così la terza donna più veloce nella storia del Campionato mondiale.
Nel 2021, Haug ha vinto il campionato europeo di triathlon Challenge Long Distance, noto come Challenge Roth, con il tempo di 7:53:48, completando 3,86 km di nuoto, 166,6 km di bicicletta e 41,65 km di corsa.